# ドリュール
ドリュール (dorure) は、パンや焼き菓子の表面に、光沢を付けるために塗る溶き卵。

## 概要
日本語の「ドリュール」は、フランス語で「めっき」を意味する「dorure」の音写であり、「ドリール」とも呼ばれ、塗り卵、照り用卵液、などとも説明されることがある。
ドリュール は基本的には溶き卵であり、それに塩や、みりんを少々入れたりする。また、牛乳を入れたり、卵を使わず牛乳で代用することもある。
パンや焼き菓子を最終的に焼き上げる直前に、刷毛を使って塗布するのが一般的であるが、何回かの段階を経て複数回焼く場合などには、それ以前の手順でドリュールを塗ることもある。
ドリュールを用いる理由のひとつは、表面にドリュールの膜を作ることで、パンや焼き菓子の中に湿気が入り込むことを抑えることにある。
もうひとつの理由は、見栄えの良い焦げ色や、照りを付けるためである。このため、他の方法で良い色が出る場合には、ドリュールを用いないこともある。